# Euestola obliqua
Euestola obliqua là một loài bọ cánh cứng trong họ Cerambycidae.